# FK Belasica Strumica
El FK Belasica es un equipo de fútbol de Macedonia del Norte que juega en la Segunda Liga de Macedonia del Norte, la segunda división de fútbol más importante del país.

## Historia
Fue fundado en el año 1922 en la ciudad de Strumica en el café de Tašo Todorov cuando 5 personas estaban juntando dinero para crear al equipo Belasica Strumica. La Primera reunión fue el 13 de agosto de 1922, cuando Gjorgi Moskov fue elegido presidente.
En los tiempos de Yugoslavia, el equipo la mayor parte del tiempo la jugó en la Segunda Liga de Yugoslavia, pero ganó la Primera División de Macedonia 2 veces en esa época. Luego de la Separación de Yugoslavia, el equipo tuvo su mejor momento en el siglo XXI, cuando fueron subcampeones de Liga 2 veces y nunca han ganado el título de Copa.
A nivel internacional ha participado en 2 torneos continentales, en los cuales nunca han podido superar la Ronda Clasificatoria.

## Palmarés
- Primera División de Macedonia: 2

1982/83, 1987/88
- - Subcampeón: 2

2002/03, 2003/04

## Participación en competiciones de la UEFA
| Temporada | Torneo   | Ronda          | Club     | Casa | Visita | Global |  |
| --------- | -------- | -------------- | -------- | ---- | ------ | ------ |  |
| 2002–03   | UEFA Cup | Clasificatoria | Leixões  | 2–2  | 1–2    | 3–4    |  |
| 2003–04   | UEFA Cup | Clasificatoria | NK Celje | 2–7  | 0–5    | 2–12   |  |

## Jugadores

### Jugadores destacados
- Zoran Baldovaliev
- Goran Pandev
- Goran Popov
- Robert Popov
- Aco Stojkov
- Blagoj Istatov
- Vasil Ringov